# Миниатюры Валентина Пикуля
«Возникла литературная портретная галерея, которую Пикуль назвал историческими миниатюрами. Это ультракороткие романы, в которых биография личности спрессована до предела выразительности».
«Миниатю́ры» — серия исторических рассказов-эссе советского писателя Валентина Пикуля.
Каждая миниатюра рассказывает о личности, зачастую забытой, затерявшейся на просторах российской истории. Герои миниатюр — это как известные деятели, так и люди, чьи имена не на слуху, но каждый из них внёс свой вклад в историю, причём не только российскую. Многие из миниатюр проникнуты патриотическим чувством.
Чаще всего миниатюра рождалась за одну ночь, но её написанию могли предшествовать годы кропотливой работы по сбору информации о человеке, который становился её главным героем. В отличие от романов, миниатюры давали возможность В. Пикулю высказать свои мысли и отношение к определённым вещам не через уста героев, а напрямую читателю.

## Список и краткое содержание миниатюр

### Зарубежная история
- «„Пляска смерти“ Гольбейна» — жизнь немецкого живописца Ганса Гольбейна из Аугсбурга. Он прибывает в Англию по приглашению Томаса Мора и протекции Эразма Роттердамского. Пишет портреты жён Генриха VIII Тюдора. Также затронута тема его полотен и смерти.
- «Под золотым дождём» — история создания Рембрандтом картины «Даная», которая сейчас находится в Эрмитаже. Его жёны и спутницы позировали для картины. И история появления картин Рембрандта в Российской империи благодаря щедротам императрицы Екатерины II.
- «Последние из Ягеллонов» — жизнь Боны Сфорца после смерти мужа — короля Польши Сигизмунда I Старого. Как она украла казну государства. Отравила Барбару Радзивилл, помешав сыну, Сигизмунду Августу, на ней жениться. Приложила немало усилий для угасания династии Ягеллонов.
- «„Вечный мир“ Яна Собеского» — история правления Яна Собеского, его военные триумфы и любовь к единственной женщине Марии Лагранж д’Аркьен. Его победа над турками в битве при Вене 12 сентября 1683 года остановила нашествие Османской империи на Европу и спасло земли Габсбургов от турецкого ига. Но саму Речь Посполитую через 100 лет поделят Пруссия, Австрия и Россия.
- «„Железная башка“ после Полтавы» — история правления Карла XII после Полтавского сражения в 1709 году. Он бежал в Османскую империю и пользовался их гостеприимством 5 лет. Его с боями выгнали из страны. Вернувшись в Швецию, Карл XII недолго управлял страной. Он погиб при штурме норвежской крепости Фредрикстен в 1718 году. «Железной башкой» Карла XII прозвали янычары, восторгавшиеся его упрямством.
- «Дуб Морица Саксонского» — история жизни незаконнорождённого Морица Саксонского. Его природная красота, храбрость и умения представиться светскому обществу вознесли его высоко. Не хватало лишь титула и короны. Но судьбе было неугодно сделать его королём, зато она одарила талантом полководца. Его настоящая любовь — актриса Адриенна Лекуврёр.
- «Что держала в руках Венера» — история обнаружения знаменитой древнегреческой статуи Венеры Милосской.

### Иностранцы в России
- «Доро́гой Ричарда Ченслера» (другой вариант «„Бонавентуре“ — добрая удача») — детали путешествия английской эскадры в северные моря в XVI веке. Искали дорогу в Индию и в богатые северные страны, а попали к поморам. Уже оттуда отправились в Москву. Царь Иван Васильевич Грозный принял радушно англичан. Ричард Ченслер представился послом. Так англичане увидели Россию, а Россия — англичан.
- «Закрытие русской „лавочки“» — история иезуита Антонио Поссевино. Его обучение и тёмные дела во славу католической веры. Он был подстрекателем войны Речи Посполитой и Царства Русского. Но главная цель миссии — подчинение православных Римско-католической церкви — не была достигнута. Антонио Поссевино изображён на картине Яна Матейко в центре, в чёрном одеянии.
- «Калиостро — друг бедных» — история жизни известного графа Алессандро Калиостро. Его путешествия, в том числе и в Россию. Маг, целитель и масон. Развеян миф о его шарлатанстве.
- «Последний франк короля» — история жизни авантюриста Августа-Морица Бенёвского. Попал в русский плен, сражаясь на стороне конфедератов, сбежал с Камчатки. Путешествуя на русском судне, пересёк первым экватор, первое русское судно в Макао, первые русские пересекли Индийский океан. Колонизировал Мадагаскар, создал там республику Либертарию. Стал королём Мадагаскара. Погиб во время штурма его резиденции французами.
- «Потопи меня или будь проклят!» — история боевых подвигов Пола Джонса. Прославленный стратег морского боя, наводивший ужас на Королевский флот. Его заслуги США и Франция признали только после смерти, а чин контр-адмирала он получил от Екатерины II.
- «Первый листригон Балаклавы» — история жизни греческого патриота Ламбро Качиони. В XVIII веке наводил ужас на турецкий флот в Средиземном и Чёрном морях. Воевал на стороне Российской империи. Командир Греческого батальона в Балакалаве.
- «Повесть о печальном бессмертии» — история пребывания Франческо Арайи в России. Одарённый композитор посвятил свой талант восхвалению российского престола. Автор первой русской оперы, либретто написал А. П. Сумароков.
- «Из пантеона славы» — история жизни композитора Доменико Чимарозо. По приглашению князя Потёмкина работал в Российской империи. Из-за болезни жены вернулся в Неаполь. Он стал свидетелем восстания против французского владычества и имел неосторожность поддержать восставший народ. Власть и знать Неаполя не простили этого ему и отправили композитора в ссылку. Умер в Венеции.
- «Коринна в России» — несколько набросков о жизни писательницы де Сталь в России.
- «Завещание Альфреда Нобеля» — история жизни изобретателя динамита и основателя Нобелевской премии шведского инженера Альфреда Нобеля.
- «Секретная миссия Нарбонна» — история разведывательной миссии французского дипломата Луи Нарбонна в Россию, накануне вторжения Наполеона в 1812 году.
- «Судьба баловня судьбы» — история жизни шведского политика Армфельта, перешедшего на службу в Россию. Генерал-губернатор Финляндии. При присоединении Финляндии к России — оговорил особые условия автономии Финляндии.
- «В ногайских степях» — эпизоды из жизни немцев в России и эпизоды из жизни основателя заповедника Аскания-Нова Фальц-Фейна.
- «Кровь, слёзы и лавры» — история жизни прусского государственного деятеля Генриха Карла Штейна, некоторое время служившего российскому императору Александру I.
- «Одинокий в своем одиночестве» — история жизни немецкого физика и химика Теодора Гротгуса.
- «Пулковский меридиан» — об основателе Пулковской обсерватории Василии Струве.
- «Через тернии — к звёздам» — история жизни немецкого композитора Рихарда Вагнера в период, когда он жил и работал в Риге.
- «Старая история с новым концом» — история рейда немецких крейсеров «Гебен» и «Бреслау» в Чёрное море в 1914 году.
- «Реквием последней любви» — история любви венгерского композитора Ференца Листа и российской подданной Каролины Витгенштейн.
- «Букет для Аделины» — некоторые истории из жизни итальянской певицы Аделины Патти и о её гастролях в России.

### История допетровской России
- «История одного скелета» — история предательств Григория Карповича Котошихина. Подьячий Посольского приказа продался полякам и шведам. Его измена Родине не осталась безнаказанной. Его казнили в Швеции. Теперь его скелет служит учебным пособием в Упсальском университете.
- «Мангазея златокипящая» — история Мангазеи.
- «Аввакум в пещи огненной» — история жизни протопопа Аввакума. История о его несгибаемой вере. Все свои мысли подвижник вложил в произведение — «Житие».

### История России XVIII века
- «Ястреб гнезда Петрова» — история жизни Петра Андреевича Толстого, русского дворянина времён Петра I. Не побоялся перемен и принял реформы молодого царя. Стремясь к власти, после смерти императора Петра I вместе с А. Д. Меншиковым пролил много крови. Сослан вместе сыном на Соловки.
- «Книга о скудости и богатстве» — история экономического трактата, написанного Иваном Посошковым в 1724 году.
- «„Императрикс“ — слово звериное» — история происхождения слова «императрикс», выдуманного поэтом Василием Кириловичем Тредиаковским. За неосторожное употребление слова пострадали купцы, вельможи, священнослужитель и сам поэт.
- «Первый университет» — история начала научного пути великого русского учёного М. В. Ломоносова. Его обучение в Марбурге у Христиана Вольфа вместе с Густавом Райзером и Дмитрием Виноградовым. После учился в Фрайбурге у берг-физика Генкеля. Начал сочинять свои оды и женился на немке Елизавете-Христине Цильх. Вернувшись в Россию, боролся со лжеучёными.
- «Славное имя — „Берегиня“» — история появления в России научного акушерства. Главным меценатом стала Смарагда-Екатерина Голицына. У неё было бесплодие. Она завещала свои средства на обучение русских медиков акушерству в Страсбурге. Благодаре ей и её мужу, Д. М. Голицыну, появилась в Москве Голицынская больница.
- «Ярославские страдания» — история города Ярославля в XVIII веке. События происходят после пожара 25 июня 1768 года, который сжёг почти половину города. Сгорели и «инструменты» отставного поручика Семёна Самойлова, а заплечных дел мастер вообще пропал. Пришлось выкручиваться поручику, чтобы не потерять «работу».
- «Маланьина свадьба» — история происхождения поговорок про Маланьину свадьбу. Про род донских казаков Ефремовых. Степан Данилович Ефремов, войсковой атаман Донского казачьего войска, влюбился в красивую казачку Маланью. Очень богатую свадьбу сыграли, так что даже до наших пор дошли поговорки.
- «Цыц и перецыц» — описываются странности жизни Прокофия Акинфиевича Демидова. Его методы и способы общения с людьми. Практиковал насмешки и издевательства над людскими пороками.
- «Прибыль купца Долгополова» — история из жизни купца Астафия Трифонова Долгополова. Потеряв деньги при продаже овса для кавалерии Петра III, решил вернуть с Емельяна Пугачёва, а не получив от него, решил получить деньги от Екатерины II на подкуп казаков. В конце концов его поймали и клеймили как вора.
- «Солдат Василий Михайлов» — история жизни прославленного военачальника Василия Михайловича Долгорукова. Начав воевать 14-летним солдатом, закончил карьеру 53-летним генерал-аншефом. Участвовал в Русско-турецкой войне (1768—1774). За этот поход был удостоен титула «Крымский».
- «Трудолюбивый и рачительный муж» — история жизни Петра Иваныча Рычкова. Чиновник, краевед и географ, первый член-корреспондент Академии наук. Способствовал развитию южных регионов Российской империи. О его заслугах перед Россией.
- «Ржевский самородок» — история жизни ржевского крестьянина Терентия Ивановича Волоскова. Перенял от отца мастерство изготовления красок. Создал пунцовый ярчайший кармин. Поставлял краски для Академии художеств Российской империи. Любил мастерить. Создал механические часы с временами года, с движением фигур Солнца и Луны.
- «Мешая дело с бездельем» («Виват контесс д'Орлов») — история жизни графа Алексея Григорьевича Орлова. Брат фаворита Екатерины II Григория Григорьевича Орлова. С братьями помог ей взойти на престол Российской империи. Герой Чесменского сражения. Основал коневодство. Вывел русскую породу лошадей — орловский рысак.
- «Шедевры села Рузаевки» — история появления печатного издательства в Рузаевке. Её создатель Николай Еремеевич Струйский писал стихи и для своих нужд основал частную типографию. Стихи его были низкого качества, зато книги и печатные издания — лучшие в России и Европе.
- «Старые гусиные перья» — история предотвращения войны между Российской империей и Великобританией. Огромная заслуга в этом посла России в Великобритании, Семёна Романовича Воронцова. Он выиграл информационную войну против кабинета министров, возглавляемого Уильямом Питтом. И стоило это всего лишь 250 фунтов — стоимость гусиных перьев.
- «Досуги любителя муз» — история жизни писателя и архитектора Николая Александровича Львова. Поэт и архитектор, дипломат и песенник, балетмейстер и механик, музыкант и фольклорист, садовод и художник, гравер и скульптор, конструктор машин и гидротехник, иллюстратор и редактор книг. И наконец, он прекрасный печник.
- «Бесплатный могильщик» — история жизни Александра Лужкова, служившего Екатерине II библиотекарем. Был бескорыстен и помогал бедным. Уйдя в отставку и получив участок земли, там бесплатно хоронил умерших бездомных. Не боялся спорить с императрицей на темы государственного устройства.
- «Есиповский театр» — на этот раз Пикуль приглашает своего читателя в театр. Только не в московский или петербургский, которые подробно описаны в солидных монографиях, а в глухомань старой русской провинции, где в конце XVIII столетия насчитывалось около двухсот частных театров с крепостными Анютками и Тимохами, которые по вечерам, подоив коров или наколов дровишек, дружно входили в благородные роли Эвридик и Дидон, Эдипов и Фемистоклов. После самых кровавых трагедий публика, естественно, требовала развлечений.
- «Лейтенант Ильин был» — рассказ о забытом герое Чесменского сражения 1770 года капитане брандера Ильине.
- «Сандуновские бани» — история жизни актёра Силы Сандунова, основателя известных Сандуновских бань, и его супруги — певицы Елизаветы Сандуновой.

### История России XIX века
- «Добрый скальпель Буяльского» — рассказ о замечательном хирурге Буяльском.
- «Быть тебе Остроградским» — о математике Остроградском.
- «Два портрета неизвестных» — о декабристе И. П. Жукове.
- «Музы города Арзамаса» — о первой в России провинциальной школе живописи.
- «Сын Аракчеева — враг Аракчеева» — рассказ о фаворите российского императора Александра I генерале Аракчееве и о его мнимом сыне Михаиле Шумском.
- «Николаевские Монте-Кристо» — рассказ о воровстве в царствование российского императора Николая I и о деле хищения тайным советником Политковским инвалидного капитала.
- «Доброе старое время» — о русском сыщике Карле Шерстобитове.
- «Господа, прошу к барьеру» — рассказ о причинах состоявшейся в 1872 году дуэли публициста Жохова и адвоката Утина.
- «Михаил Константинович Сидоров» — история жизни российского предпринимателя и исследователя Михаила Сидорова.
- «Клиника доктора Захарьина» — рассказ о замечательном враче Григории Захарьине.
- «Вольный казак Ашинов» — рассказ о русском искателе приключений Николае Ашинове.
- «Человек, переставший улыбаться» — рассказ о русском революционере партии «Народная Воля», сотруднике Третьего отделения Николае Клеточникове. Благодаря ему Революционный центр своевременно узнавал о непредвиденных арестах.
- «Свеча жизни Егорова» — история жизни русского живописца Алексея Егорова.
- «Дворянин Костромской» — история бесславной жизни Осипа Комиссарова.
- «Резановский мавзолей» — история жизни русского дипломата Николая Резанова и его любви к дочери испанского коменданта Сан-Франциско Кончиты Консепсьон.
- «Жизнь генерала-рыцаря» — история жизни генерала Кульнёва, героя войны со шведами за Финляндию, погибшего в бою под Клястицами.
- «Воин, метеору подобный» — история жизни генерала Котляревского, отвоевавшего у персов современный Азербайджан.
- «Конная артиллерия марш-марш!» — история жизни генерала Костенецкого, героя Отечественной войны 1812 года.
- «Как сдавались столицы» — история участия военного писателя Владимира Левенштерна в обороне австрийской столицы Вены от французов.
- «Две старые картины» (или «Мир во что бы то ни стало») — история попытки Наполеона, после захвата Москвы, заключить мир с Александром I, и о переговорах русского главнокомандующего Кутузова с посланником Наполеона — Жаком Лористоном.
- «Каламбур Николаевич» — история дипломатической миссии Сергея Долгорукова в Неаполь в 1811 году.
- «Нептун с Березины» — история жизни русского адмирала Павла Чичагова и его участия в Отечественной войне 1812 года.
- «Вечная „карманная“ слава» — история жизни русского поэта и участника Отечественной войны 1812 года Сергея Марина.
- «Деньги тоже стреляют» — история экономической диверсии, организованной Наполеоном против своих, тогда ещё будущих, врагов.
- «Восемнадцать штыковых ран» — описание подвига солдата Леонтия Коренного, которого сам Наполеон поставил в пример своим войскам.
- «Граф Попо — гражданин Очер» — история жизни российского государственного деятеля генерала Павла Строганова, героя Отечественной войны 1812 года.
- «Пасхальный барон Пасхин» — о А. А. Пасхине и личной жизни императоров Николая I и Александра II.
- «Этот неспокойный Кривцов» — о декабристе Кривцове.
- «Герой своего времени» — история жизни писателя и декабриста Александра Бестужева.
- «Посмертное издание» — о писательнице Миклашевич, близкой к декабристам.
- «Опасная дорога в Кабул» — о путешественнике и дипломатическом агенте Виткевиче и его странной гибели.
- «Хива, отвори ворота!» — история жизни российского государственного деятеля генерала Перовского и о предпринятом им походе на Хиву в 1839 году.
- «Слава нашему атаману» — о донском атамане в николаевские времена Михаиле Хомутове.
- «Приговорён только к расстрелу» — история жизни Николая Сергеевича Кашкина, участника кружка петрашевцев.
- «Как попасть в энциклопедию» — о редакторе первой русской энциклопедии Старчевском.
- «От дедушки Соколова до внука Петрова» — о русском шахматисте Александре Петрове.
- «В гостях у имама Шамиля» — история жизни имама Шамиля после его пленения русскими войсками в ауле Гуниб в ходе войны на Кавказе.
- «Полёт шмеля над морем» — описание одного из малоизвестных эпизодов Гражданской войны в США: экспедиции русского флота к берегам США в 1863—1864 гг. с целью поддержки президента Линкольна.
- «Секрет русской стали» — история жизни русского учёного-металлурга Павла Обухова.
- «Из Одессы через Суэцкий канал» — эпизоды жизни Фердинанда де Лессепса, руководителя строительства Суэцкого канала.
- «Вольное общество китоловов» — о политическом кружке, созданном в 1872 году гардемаринами Морского корпуса в Санкт-Петербурге и сумевшими избежать наказания (по подсказке управляющего Морским министерством адмирала Николая Карловича Краббе) путём утверждения того, что причиной создания их кружка является желание более основательно освоить природные богатства Русского Севера: в частности, по примеру норвежцев, организовать активный лов китов для нужд российской промышленности.
- «Битва железных канцлеров» — история дипломатической дуэли между государственным канцлером, министром иностранных дел Российской империи Александром Горчаковым и министром-председателем правительства Пруссии, канцлером Северогерманского союза, рейхсканцлером Германской империи Отто фон Бисмарком.
- «Быть главным на ярмарке» («Совет двадцати пяти баранов»)— эпизоды жизни нижегородского губернатора Николая Баранова.
- «Синусоида жизни человеческой» — эпизоды жизни российского оперного певца Николая Владимировича Унковского.
- «Пень генерала Драгомирова» — рассказывается о Михаиле Ивановиче Драгомирове, генерале от инфантерии, начальнике Академии Генерального штаба русской армии во второй половине XIX века, авторе лучшего учебника русской полевой тактики.
- «Мичман флота в отставке» — рассказ о князе Борисе Борисовиче Голицыне, видном русском учёном-физике конца ХІХ — начала XX века, сделавшем значительный вклад в развитие будущей квантовой физики, создателе науки сейсмологии, горячем патриоте своей Родины, который начинал своё служение ей службой в военно-морском флоте России и дослужился, из-за разных бюрократических препон, только до звания мичмана.
- «Человек известных форм» — эпизоды жизни российского государственного деятеля Николая Клейгельса, погрязшего во взятках.
- «Генерал от истории» — эпизоды жизни русского историка Сергея Николаевича Шубинского, основателя и редактора журналов «Древняя и Новая Россия» и «Исторический вестник».
- «Ужин у директора Государственного банка» — история комического эпизода с послами Франции и Германии на ужине у директора Государственного банка Ламанского.
- «Генерал на белом коне» (или «Чтобы мы помнили») — рассказ о выдающемся русском генерале Михаиле Скобелеве.
- «Памяти Якова Карловича» — о филологе Якове Гроте.
- «Потомок Владимира Мономаха» — рассказ о русском дипломате и политике Алексее Лобанове-Ростовском.
- «„Ошибка“ доктора Боткина» — рассказ о русском враче-терапевте и общественном деятеле Сергее Петровиче Боткине.
- «Тайный советник» — рассказ о белорусском востоковеде-санскритологе Каэтане Андреевиче Коссовиче.
- «В стороне от большого света» — история трагической жизни поэтессы Юлии Жадовской.
- «Король русской рифмы» — рассказ о поэте Дмитрии Минаеве.
- «Зина — дочь барабанщика» — о судьбе жены Николая Некрасова.
- «Тепло русской печки» — история жизни печных дел мастера Дмитрия Емельяновича Гнусина.
- «Проезжая мимо Любани» — история строительства первой железной дороги в России и о талантливом инженере Павле Мельникове.
- «Трагедия „русского макарта“» — история жизни русского художника Константина Маковского.
- «Не от крапивного семени» — история жизни русского адвоката Фёдора Плевако.
- «Расстановка столбов» — рассказ о посредничестве России в лице посла Николая Павловича Игнатьева к миру в англо-французской войне с Цинским Китаем.
- «День именин Петра и Павла» — эпизод из жизни Александра Сергеевича Пушкина.
- «Автограф под облаками» — рассказ о починке креста на верхушке шпиля Петропавловского собора в Санкт-Петербурге в 1830 году кровельных дел мастером Петром Телушкиным.
- «Вологодский полтергейст» — рассказ о загадочном явлении, происходившем в доме вологодского купца Николая Смородинова.
- «Полёт и капризы гения» — эпизод из жизни замечательного русского художника Карла Брюллова.
- «Куда делась наша тарелка» — рассказ о большом пожаре Зимнего дворца в 1837 году в Санкт-Петербурге и о том, как спасали бесценные сокровища из этого пожара.
- «Сын пиковой дамы» — история жизни русского генерала и московского генерал-губернатора Дмитрия Голицына, сына княгини Натальи Петровны Голицыной, урождённой графини Чернышевой, которая послужила А. С. Пушкину прообразом для его «Пиковой дамы».
- «Удаляющаяся с бала» — о графине Самойловой и драматической истории женитьбы Карла Брюллова.
- «В трауре по живому мужу» — на схожий сюжет из истории семьи Энгельгардт.
- «Радуйся, благодатная» — рассказ о любовнице министра Императорского Двора графа Владимира Адлерберга — Мине Бурковой, и о том, какое она имела влияние на решение государственных вопросов.
- «Железные чётки» — история жизни русского востоковеда, дипломата и путешественника, архимандрита русской православной церкви Иакинфа, в миру — Никиты Яковлевича Бичурина.
- «Бобруйский мешок» — рассказ о форте Вильгельма Бобруйской крепости и о заточении в нём в 1837 году полковника Александра Дадианова, бывшего командира Эриванского гренадерского полка, погрязшего в злоупотреблениях.
- «Полезнее всего — запретить!» — рассказ о прохвосте, работавшем цензором, — А. И. Красовском.
- «Демидовы» — история жизни двух представителей рода Демидовых братьев Анатолия Николаевича (1812—1870) и Павла Николаевича (1798—1840).
- «Двое из одной деревни» — история жизни двух друзей, морского офицера Дмитрия Лукина и его бывшего крепостного, ставшего кучером императора Александра I, — Илье Байкове.
- «Душистая симфония жизни» — из истории парфюмерии в России.
- «Наша милая, милая Уленька» — история жизни замечательного русского скульптора Петра Клодта и его супруги Ульяны Спиридоновой.
- «Как трава в поле» — история жизни русского священника, настоятеля русского православного храма в Париже — Осипа Васильева.
- «„Малахолия“ полковника Богданова» — история борьбы полковника путей сообщений Богданова со взяточником, министром путей сообщений П. А. Клейнмихелем.
- «Желтугинская республика» — о республике старателей на Амуре.
- «Ртутный король России» — история жизни замечательного русского горного инженера А. А. Ауэрбаха.
- «Шарман, шарман, шарман» — рассказ о Александре Николаевиче Николаеве, генерале-«шарманщике», ставшем в конце XIX века шефом российских кавалергардов, состоявшем в свите последнего русского царя Николая ІІ, бездельнике, ловеласе, «прожигателе жизни», который выдвинулся благодаря умелому употреблению слова «шарман», которое он только одно и знал из французского языка.
- «Рязанский «американец» — посвящена Лаврентию Алексеевичу Загоскину (1808—1890) — морскому офицеру, исследователю Русской Америки — Аляски, Алеутских островов, Северной Калифорнии.
- «Гусар на верблюде» — о путешественнике по Африке Александре Булатовиче.

### История России XX века
- «Решительные с „Решительного“» — очерк об одном из героических эпизодов русско-японской войны 1904—05 г.г. Интернированный в китайском порту Чифу и полностью разоружённый миноносец «Решительный» под командованием Михаила Сергеевича Рощаковского подвергся нападению японского десанта, пытавшегося взять корабль на абордаж. Но русские моряки предпочли взорвать свой корабль, но не сдаться врагу.
- «Проклятая Доггер-банка» — рассказа о Гулльском инциденте 1905 года, когда русская эскадра адмирала Рожественского была атакована неизвестными миноносцами в районе банки Доггер в Северном море.
- «Граф Полусахалинский» — история дипломатической дуэли между выдающимся государственным деятелем России С. В. Витте и делегацией Японии при заключении Порстмутского мирного договора, в результате которого Российская империя передала Японии южную часть острова Сахалин.
- «Ничего, синьор, ничего, сеньорита!» — рассказывается о неоценимой помощи, оказанной моряками Практической эскадры Балтийского военно-морского флота России (в составе линкоров «Цесаревич» и «Слава», крейсеров «Адмирал Макаров» и «Богатырь») жертвам и потерпевшим от землетрясения в Мессине, на острове Сицилия, произошедшего 28 декабря 1908 г.
- «Письмо студента Мамонтова» — рассказ о крупной эпидемии лёгочной чумы на Дальнем Востоке 1910—1911 годов и о самоотверженной работе русских врачей.
- «Всякого жита по лопате» («Известный гражданин Плюшкин») — рассказ о псковском коллекционере Фёдоре Плюшкине.
- «Длина тени от сгнившего пня»  — о поисках клада семейством Паткулей.
- «Выстрел в отеле „Кломзер“» — история знаменитого «двойного агента», полковника Альфреда Редля, руководившего военной контрразведкой Австро-Венгрии в преддверии Первой мировой войны и бывшего одновременно русским шпионом.
- «Дама из «Готского альманаха» — история авантюристки Екатерины Радзивилл.
- «Зато Париж был спасён» — история проведения Восточно-Прусской операции на начальном периоде Первой мировой войны и гибели 2-й русской армии под руководством генерала Самсонова.
- «Обворожительная кельнерша» — операция русской разведки против немецкой эскадры на Балтике.
- «Был город, которого не было» — эпизоды жизни одного из самых кровавых командиров — участников Гражданской войны в России атамана Анненкова.
- «Закройных дел мастерица» — рассказ о российском модельере, художнике театрального костюма Надежде Ламановой.
- «Мясоедов — сын Мясоедова» — рассказ о Иване Григорьевиче Мясоедове (1881—1953), «самобытном и талантливом живописце, тонком рисовальщике», сыне «передвижника» Григория Григорьевича Мясоедова.
- «Портрет из Русского музея» — история написания Валентином Серовым в 1910 году портрета танцовщицы Иды Рубинштейн, участницы знаменитых «Русских сезонов» балетмейстера Сергея Дягилева, поставленных им в Париже в начале ХХ-го века.
- «Не говори с тоской: «Их нет» — о сестре милосердия Дрейер-Чижовой.